# Adelheid av Kleve
Adelheid av Kleve , även känd som Aleid och Adelaide, född på 1100-talet, död 1238, var grevinna av Holland som gift med Dirk VII av Holland. Hon var mor till Ada av Holland. Hon var regent 1195, och spelade en viktig roll under tronföljdskriget för sin dotter efter makens död.

## Biografi
Adelheid av Kleve gifte sig med Dirk VII av Holland i Loosduinen 1186. Hennes make blev greve 1190. Hon spelade en större roll än de flesta grevehustrur i Holland före henne. Hon var den första hustru till en greve av Holland som kallades "grevinna av Holland". Hon fungerade som politisk rådgivare till sin make, och han lät också räkna upp henne bredvid sig i officiella regeringsdokument.
År 1195 blev Aleid regent under makens frånvaro, och kom att spela en stor roll. Grevskapet attackerades från norr av Dirks yngre bror Willem, medan han själv var inblandad i ett krig mot den flamländska greven i Zeeland. Aleid tågade med en armé till Egmond och tog hemvist i klostret i två månader, för att därifrån leda motattacken. Klostrets krönikör – som inte stod på Aleids sida – klagar över uppståndelsen detta medförde. Varje dag gick det fram och tillbaka av tjänstepigor och andra kvinnliga anhängare till grevinnan. Hennes ankomst var för övrigt 'till stor nackdel för klostret och till besvär för hela klostersamfundet, emedan kyrkan måste betala hennes utgifter för mat såväl som för mycket annat, till förmån för riddarna och de andras. Men författaren måste också erkänna att Aleid förberedde striden mot Willem skickligt och beslutsamt. Hennes armé lyckades trycka tillbaka Williams trupper.

### Dotterns regeringstid
År 1203 blev Dirk VII svårt sjuk. I ett försök att säkra tronföljden arrangerade Aleid hastigt ett äktenskap mellan sitt enda överlevande barn, Ada, och greve Lodewijk van Loon. Hon hoppades att detta skulle säkra dottern som en möjlig efterträdare till Dirk istället för hans bror Willem. Enligt Egmond-krönikören skulle Dirk ha anförtrott omsorgen om Ada till Willem, men Aleid skulle ha omintetgjort detta.
Omedelbart efter Dirks död såg hon till att äktenskapet mellan femtonåriga Ada och Lodewijk blev högtidligt ingånget den 4 november, redan innan Dirk begravdes i Egmond. Hennes snabba agerande tilldrog sig dålig publicitet. En successionskamp mellan Aleids anhängare och Willems anhängare följde. Enligt krönikören skulle Aleid också spela en aktiv roll i detta: "...allt hanterades enligt grevinnan Aleids vilja, order och instruktioner" (citerad Burgers, 133). Hon kunde dock inte hindra Willem från att få övertaget. Ada tillfångatogs efter att ha tagit sin tillflykt till fästningen Leiden, och skickades sedan till Williams allierade Johan av England i London. År 1210 blev hennes dotter slutligen avsatt, och Willem tog definitivt titeln "greve av Holland".